# Adolf von Stralenheim

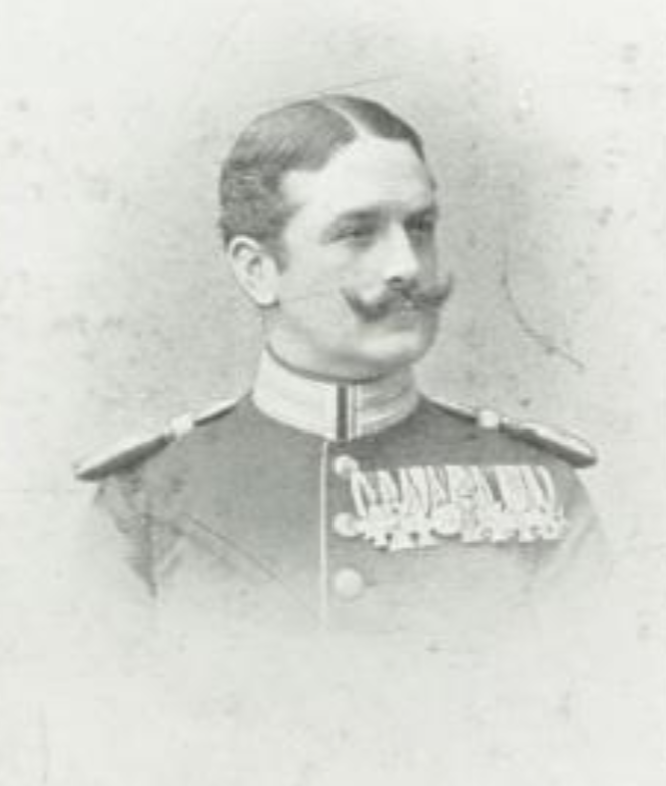
Adolf von Stralenheim

Adolf August Burghard Wentworth Freiherr von Stralenheim (* 20. März 1851 in Celle; † 12. Januar 1928) war ein sächsischer Generalleutnant.

## Leben

### Herkunft
Adolf entstammte dem ursprünglich freiherrlichen schwedisch-pommerschen Adelsgeschlecht von Stralenheim. Er war Sohn des Rittergutsbesitzer auf Imbshausen Adolf von Stralenheim (1819–1888) und dessen Ehefrau Marie, geborene von der Wense (1825–1905). Der hannoversche Justizministers August von Stralenheim war sein Großvater.

### Karriere
Adolf von Stralenheim entschied sich nach der Annexion des Königreich Hannover und der Auflösung der hannoverschen Armee für eine Militärlaufbahn in der Sächsischen Armee und wurde 1868 zum Fähnrich im Garde-Reiter-Regiment ernannt. Am 29. Oktober 1869 avancierte er zum Sekondeleutnant, nahm mit der 3. Eskadron während des Krieges gegen Frankreich 1870/71 am Gefecht bei Étrépagny teil und wurde dabei schwer am Arm verwundet. Für sein Wirken erhielt Stralenheim das Ritterkreuz des Albrechts-Ordens mit Kriegsdekoration und das Eisernen Kreuz II. Klasse.
Nach Rückkehr aus dem Krieg wurde er 1873 mit dem Ritterkreuz I. Klasse des Verdienstordens vom Heiligen Michael und des Verdienstordens Philipp des Großmütigen sowie mit dem Sankt-Stanislaus-Orden III. Klasse ausgezeichnet. Er erhielt am 22. Januar 1875 den Charakter als Premierleutnant und wurde zu Ausbildungszwecken zum Militärreitinstitut Hannover kommandiert. Daran schloss sich 1876 eine Kommandierung als Adjutant des Kriegsministers Alfred von Fabrice an. 1877 wurde er mit dem Ehren-Verdienstkreuz II. Klasse des Großherzoglich-Oldenburgischen Haus- und Verdienstorden ausgezeichnet.
Nachdem man Stralenheim im April 1880 von seiner Stellung als Adjutant entbunden hatte, avancierte er am 26. Juni 1880 zum Rittmeister und Eskadronchef in seinem Stammregiment. Als Hauptmann erfolgte Mitte April 1885 seine Versetzung in den Generalstab der Armee. Er wurde am 1. April 1887 zum Major befördert und nach Berlin zum Großen Generalstab kommandiert. Er kehrte 1888 nach Sachsen zurück und wurde in den Generalstab der 2. Division Nr. 24 versetzt. Mit der Ernennung zum etatmäßigen Stabsoffizier im 1. Husaren-Regiment Nr. 18 unter Oberst Konstantin von Hoenning O’Carroll trat er am 11. Dezember 1890 in den Truppendienst zurück. Er rückte im Januar 1892 zum Oberstleutnant auf und wurde am 24. Januar 1894 Regimentskommandeur. In dieser Eigenschaft erfolgte 1895 seine Beförderung zum Oberst. Am 16. November 1898 wurde er zu den Offizieren von der Armee versetzt. Er wurde am 26. März 1899 zum Generalmajor befördert und am 25. Mai 1899 zum Kommandeur der 1. Kavallerie-Brigade Nr. 23 ernannt sowie zugleich mit der Wahrnehmung der Geschäfte des Inspekteurs der Militärreitanstalt beauftragt. Unter Enthebung von der Stellung als Inspekteur erfolgte am 23. März 1901 seine Ernennung zum Kommandanten von Dresden. In dieser Eigenschaft erhielt er die Erlaubnis zur Annahme des Roten Adlerordens II. Klasse und des Kronen-Ordens II. Klasse mit Stern. König Georg verlieh ihm am 23. April 1904 den Charakter als Generalleutnant. In Genehmigung seines Abschiedgesuches wurde Stralenheim am 20. September 1904 mit Pension zur Disposition gestellt und mit dem Komturkreuz I. Klasse des Albrechts-Ordens mit Schwertern am Ringe ausgezeichnet.
Er war Präsident des Großenhainer Parforcejagdvereins und 1901 im Ehrenausschuss des 18. Bundestag des deutschen Radfahrer-Bundes zu Dresden.
Stralenheim liegt mit seiner Familie auf dem Gemeindefriedhof der Stadt Northeim begraben.

### Familie
Adolf von Stralenheim hatte sich am 14. Januar 1896 in Dresden mit der US-Amerikanerin Helen Leavitt (* 1864), Tochter des amerikanischen Bankiers David Leavitt verheiratet. Aus der Ehe gingen die drei Töchter Marie (* 1896), Irmgard (* 1898) und Gisella (* 1902) hervor.